# Jonathon Solomon
Jonathon Solomon (10.3.1932 – 13.7.2006) là dân bản xứ sắc tộc Gwich'in ở Fort Yukon, Alaska (Hoa Kỳ), và là thành viên của phái đoàn Hoa Kỳ tham dự Hiệp định quốc tế về Tuần lộc Porcupine giữa Canada và Hoa Kỳ.
Ông đã được trao Giải Môi trường Goldman năm 2002, chung với Norma Kassi và Sarah James, cho việc họ đấu tranh bảo vệ Khu nương náu quốc gia của động vật hoang dã Bắc Cực (Arctic National Wildlife Refuge) chống lại các kế hoạch khoan và khai thác dầu khí. Việc khai thác dầu khí sẽ làm rối loạn chu kỳ sống của loài Tuần lộc Porcupine (Rangifer tarandus granti), nền tảng văn hóa của người Gwich'in từ 20.000 năm.